# Los Lagos (regio)
Los Lagos (Nederlands: De Meren) is een van de zestien regio´s van Chili en wordt ook wel de tiende regio genoemd (aangeduid met het Romeinse cijfer X), met als hoofdstad Puerto Montt. De regio telt 828.708 inwoners (2017) en grenst aan Los Ríos (XIV) (noorden), Argentinië (oosten), Aysén (XI) (zuiden) en de Grote Oceaan (westen).
In de regio bevinden zich het op een na grootste eiland van Chili (Chiloé) en het op een na grootste meer van het land, Lago Llanquihue.
In oktober 2007 werd de provincie Valdivia afgesplitst van Los Lagos als de nieuwe regio Los Ríos.

## Provincies
De regio Los Lagos bestaat uit vier provincies:
- Llanquihue
- Chiloé
- Osorno
- Palena

## Gemeenten
De regio Los Lagos bestaat uit dertig gemeenten:
- Ancud
- Calbuco
- Castro
- Chaitén
- Chonchi
- Cochamó
- Curaco de Vélez
- Dalcahue
- Fresia
- Frutillar
- Futaleufú
- Hualaihué
- Llanquihue
- Los Muermos
- Maullín
- Osorno
- Palena
- Puerto Montt
- Puerto Octay
- Puerto Varas
- Puqueldón
- Purranque
- Puyehue
- Queilén
- Quellón
- Quemchi
- Quinchao
- Río Negro
- San Juan de la Costa
- San Pablo